# Efecte Werther
L'efecte Werther (també anomenat suïcidi per imitació) és conegut per ser una emulació de suïcidi després d'un suïcidi àmpliament difós, per exemple el de la novel·la de Goethe Els sofriments del jove Werther. Les persones afectades s'intenten suïcidar quan s'assabenten de casos de suïcidi amb els quals s'identifiquen i que han conegut pels mitjans locals o pel seu compte o per representacions del suïcidi original a la televisió i en altres mitjans de comunicació.
El suïcidi publicitat serveix de desencadenant, en absència de factors protectors, per al següent suïcidi per part d'una persona susceptible o suggerible. Es coneix com a contagi del suïcidi. De vegades es difonen a través d’un sistema escolar, a través d’una comunitat o en termes d’onada de suïcidi famós a nivell nacional. Això s'anomena clúster de suïcidis. Els cúmuls de suïcidi són causats per l'aprenentatge social de conductes relacionades amb el suïcidi o per “suïcidis per imitació”. Els clústers puntuals són grups de suïcidis tant en el temps com en l'espai i s'han relacionat amb l'aprenentatge social directe de persones properes. Els cúmuls massius són grups de suïcidis en el temps, però no en l'espai, i s'han relacionat amb la difusió d'informació relativa a suïcidis de famosos a través dels mitjans de comunicació.

## Història

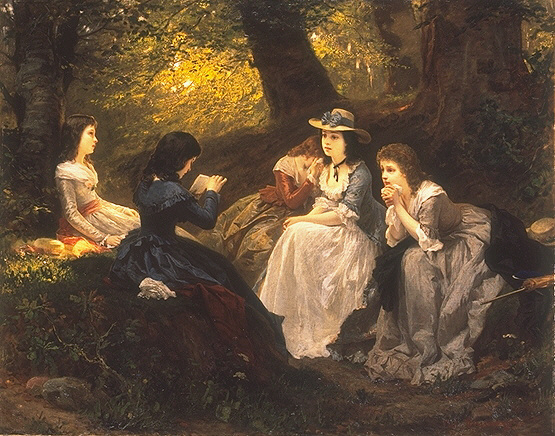
Wilhelm Amberg Lectura de Wether de Goethe

Una de les primeres associacions conegudes entre els mitjans de comunicació i el suïcidi va sorgir de la novel·la de Goethe, Die Leiden des jungen Werthers (Els dolors del jove Werther). Poc després de la seva publicació el 1774, els homes joves van començar a imitar el personatge principal vestint-se amb pantalons grocs i jaquetes blaves. A la novel·la, Werther es dispara amb una pistola després de ser rebutjat per la dona que estima, i poc després de la seva publicació hi va haver informes d'homes joves que utilitzaven el mateix mètode per matar-se en actes de desesperança.
Això va fer que el llibre fos prohibit en diversos llocs. D'aquí el terme “efecte Werther”, usat a la literatura tècnica per a designar suïcidis per imitació. El terme va ser creat per l'investigador David Phillips el 1974.
Els informes del 1985 i el 1989 de Phillips i els seus col·legues van comprovar que els suïcidis i altres accidents semblen augmentar després d'un suïcidi molt difós en publicacions.

## Factors demogràfics
Les persones que són joves o grans, però no de mitjana edat, semblen més susceptibles a aquest efecte. Almenys el cinc per cent dels suïcidis juvenils poden estar influïts pel contagi.
A causa dels efectes de la identificació diferencial, les persones que intenten copiar un acte suïcida solen tenir la mateixa edat i gènere que el suïcidi desencadenant.

## Cronologia
Aquestes accions suïcides solen produir-se durant els dies i, a vegades, setmanes després que s'anunciï un suïcidi. En casos excepcionals, com ara un suïcidi àmpliament discutit per una celebritat, pot augmentar fins a un any un augment del pensament sobre el suïcidi.

## Factors en la denúncia del suïcidi
El suïcidi per imitació és especialment censurat als mitjans de comunicació. Un estudi realitzat el 2002 va trobar evidències de "la influència dels mitjans de comunicació sobre el comportament suïcida s'ha demostrat en els informes de diaris i televisions de suïcidis reals, retrats de pel·lícules i televisions de suïcidis i el suïcidi en literatura, especialment el suïcidi". "Escoltar sobre un suïcidi sembla que els vulnerables senten que tenen permís per fer-ho", va dir Phillips. Va citar estudis que demostraven que les persones eren més propenses a comportar-se en conductes desviades i perilloses, com la presa de drogues, si algú altre havia posat l'exemple primer.
L'efecte Werther no només preveu un augment del suïcidi, sinó que la majoria dels suïcidis tindran lloc de la mateixa manera o de manera similar a la publicada. Com més semblant sigui la persona en el suïcidi publicat a les persones exposades a la informació sobre aquest, més probabilitat es mor del grup d'edat o de la demografia per suïcidi. L'augment es produeix generalment només en zones on es va donar a conèixer la història del suïcidi. En assabentar-se del suïcidi d'una altra persona, algunes persones decideixen que l'acció també pot ser adequada per a ells, sobretot si el suïcidi publicitat es dut a terme per algú en una situació similar a la seva.
Publicar als mitjans les motivacions dels suïcidis, informar de forma sensible i romantitzada, sobretot sobre celebritats, suggerir que hi ha una epidèmia, glorificar el difunt i simplificar els motius, condueixen a un augment de la taxa de suïcidi. La gent pot veure el suïcidi com un final glamurós, amb la víctima cridant l'atenció, la simpatia i la preocupació que mai no van aconseguir a la vida. Un segon factor possible és que els joves vulnerables puguin sentir: "Si ells no ho van poder aturar, jo tampoc". S'ha demostrat que s'ha augmentat la taxa de suïcidis fins a deu dies després d'un reportatge televisiu. Estudis al Japó i Alemanya han replicat troballes d’un efecte imitatiu. Etzersdorfer i altres, En un estudi austríac van mostrar una forta correlació entre el nombre de publicacions distribuïdes en diverses àrees i el nombre de suïcidis d'armes de foc posteriors a cada àrea després d'un informe relacionat amb els mitjans de comunicació. S'han trobat taxes més elevades de suïcidis per imitació en les persones amb similituds de raça, edat i gènere a la víctima en l'informe original.
Stack analitzà els resultats de 42 estudis i va trobar que els que mesuren l'efecte d'una història de suïcidi famós tenien 14,3 vegades més probabilitats de trobar un efecte imitació que els estudis que no ho feien. Els estudis basats en una història real, en oposició a una història de ficció, eren 4,03 vegades més propensos a descobrir un efecte imitació i la investigació basada en històries televisades tenia un 82% menys de probabilitats de reportar un efecte imitació que la investigació basada en diaris. Altres estudiosos han estat menys segurs de si els suïcidis per imitació es produeixen realment o es desencadenen selectivament. Per exemple, les pors d’una onada de suïcidi després del suïcidi de Kurt Cobain no es va materialitzar mai en un augment real dels suïcidis. La cobertura del suïcidi de Cobain a la zona local de Seattle es va centrar en gran manera en el tractament per a problemes de salut mental, la prevenció del suïcidi i el sofriment que la mort de Cobain va causar a la seva família. Potser com a resultat, la taxa de suïcidi local va disminuir efectivament en els mesos següents.
A més, hi ha proves per a un efecte Werther indirecte, és a dir, la percepció que el contingut de suïcidis influeix en altres que, a la vegada, poden influir simultàniament o addicionalment en els propis pensaments i comportaments futurs d’una persona. De la mateixa manera, l’investigador Gerard Sullivan ha criticat investigacions sobre suïcidis per imitació, suggerint que les anàlisis de dades han estat selectives i enganyoses i que les evidències per a suïcidis per imitació són molt menys consistents que les suggerides per alguns investigadors.
Els estudis mostren una alta incidència de trastorns psiquiàtrics en víctimes de suïcidi en el moment de la seva mort, i la xifra total oscil·la entre el 87,3% i el 98%, amb els trastorns d’ànim i l'abús de substàncies.

## Model de prova social
Un model alternatiu per explicar el suïcidi per imitació, anomenat "prova social" per Cialdini, va més enllà de les teories de la glorificació i la simplificació de les raons per mirar de veure per què els suïcidis per imitació són tan similars, demogràficament i en mètodes reals, al suïcidi publicat original.

## Codis periodístics
Diversos països tenen codis nacionals de periodisme que van des d’un extrem: “El suïcidi i l'intent de suïcidi en general no haurien de rebre cap menció” (Noruega) fins a restriccions molt més moderades per evitar, “En casos de suïcidi, publicar o difondre informació d'una manera exagerada que va més enllà de les dimensions normals dels informes amb la finalitat d'influir en els lectors o en els espectadors". L'autor d'un estudi sobre el tema, el psicòleg de la Universitat de Londres, Alex Mesoudi, recomana als periodistes que segueixin les directrius que l'Organització Mundial de la Salut i d'altres que avalen per a la cobertura de qualsevol suïcidi: utilitzeu una restricció extrema per a cobrir aquestes morts, manteniu la paraula “suïcidi” fora del títol, no romantitzeu la mort i limiteu-ne el nombre d'històries. En altres casos es diu que no s'hauran de fer públics fotografies, imatges o pel·lícules que representin aquests casos, per exemple a Turquia.
El manual d'estàndards i pràctiques periodístiques de la Canadian Broadcasting Corporation desencoratja la informació dels detalls del suïcidi.

### Formació periodística
Austràlia és un dels pocs països on hi ha un esforç coordinat per ensenyar als estudiants de periodisme sobre aquest tema. La iniciativa de mitjans de comunicació nacional Mindframe segueix una resposta ambivalent del Consell de la Premsa Australiana a un anterior recurs de mitjans publicat per Suicide Prevention Australia i l'Institut Australià de Recerca i Prevenció del Suïcidi. L'organització de caritat i ètica mediàtica del Regne Unit, MediaWise, proporciona també formació als periodistes per a informar sobre suïcidis i qüestions relacionades.
Headline és el programa de control de suport de suïcidi i salut mental d'Irlanda, creat per Shine i l'Oficina Nacional de Prevenció del Suïcidi per part de Shine i els executius del servei de salut com a part del projecte "Reach Out: National Strategy for action on Suicide Prevention". Headline col·labora amb professionals i estudiants de mitjans de comunicació per trobar maneres de col·laborar per assegurar que el suïcidi, la salut mental i les malalties mentals són coberts de forma responsable en els mitjans de comunicació i proporciona informació sobre informes sobre salut mental i comportament suïcida, literatura i anàlisi diària de notícies. Headline també serveix com a vehicle perquè el públic s'impliqui per ajudar a controlar els mitjans de comunicació irlandesos sobre qüestions relacionades amb la salut mental i el suïcidi. Els estudis suggereixen que el risc de suïcidi va disminuir significativament quan els mitjans de comunicació van començar a seguir les recomanacions per denunciar el suïcidi a finals del segle xx.

## Prevenció
L'efecte Papageno és l'efecte que poden tenir els mitjans de comunicació de massa presentant alternatives no suïcides a les crisis. Té el nom d’un personatge enamorat, Papageno, de l'òpera La flauta màgica del segle XVIII; que va estar considerant el suïcidi fins que altres personatges li van mostrar una manera diferent de resoldre els seus problemes.
Hi ha més investigacions sobre els danys causats per "informes mediàtics irresponsables" que sobre els efectes protectors de les històries positives, però quan els diaris es neguen a donar publicitat als suïcidis o canvien la manera com proporcionen informació sobre els suïcidis, el risc de suïcidis per imitació disminueix.

## Exemples
Exemples de famosos els suïcidis dels quals han desencadenat cúmuls de suïcides són Ruan Lingyu, els músics japonesos Yukiko Okada, Miyu Uehara i Hide, l'actriu sud-coreana Choi Jin-Sil, que el suïcidi va provocar que el índex de suïcidi augmentés un 162,3% i Marilyn Monroe, la mort del qual va ser seguida per un augment de 200 suïcidis més de mitjana d'aquell mes d'agost. Un altre cas famós és l'auto-immolació de Mohamed Bouazizi, un venedor ambulant tunisià que es va incendiar el 17 de desembre de 2010, en un acte que va ser un catalitzador de la Revolució tunisiana i va provocar la primavera àrab, inclosos diversos homes que van emular l’acte de Bouazizi. Un estudi del 2017 publicat a JAMA Internal Medicine va trobar en la sèrie 13 Reasons Why la qual en la ficció explica el suïcidi d'una adolescent, i que va fer augmentar les cerques per Internet relacionades amb el suïcidi, incloent un augment del 26% de les cerques de "com suïcidar-se", un augment del 18% per "suïcidar-se" i un augment del 9% per "com matar-se". El 29 de maig de 2019, una investigació publicada a JAMA Psychiatry va exposar una associació de l'augment dels suïcidis entre els joves de 10 a 19 anys als Estats Units en els 3 mesos posteriors a l'emissió de 13 Reasons Why, coherent amb un contagi de suïcidi degut a la divulgació mediàtica del xou. Un exemple sorprenent es va produir a Viena, Àustria, on el suïcidi per salt a les vies del metro va augmentar notablement. La reducció va començar quan un grup de treball de l'Associació Austríaca per a la Prevenció del Suïcidi va elaborar directrius sobre mitjans de comunicació i va iniciar discussions amb els mitjans de comunicació, que van culminar amb un acord per abstenir-se d'informar sobre casos de suïcidi.